# Michael Stean
Michael Frank Stean est un joueur d'échecs anglais né le 4 septembre 1953 à Londres. Grand maître international depuis 1977, Stean a participé à toutes les olympiades de 1974 à 1982. Il s'est retiré des compétitions après 1983 pour se concentrer sur sa carrière dans la finance mais a continué à écrire une chronique dans l'Observer.

## Biographie et carrière
Né à Londres en 1953, Michael Stean apprit à jouer aux échecs à quatre ans et demi. Il remporta le championnat de Londres des moins de 14 ans en 1967 et le championnat britannique des moins de 16 ans en 1969. En 1971, il finit troisième du tournoi international junior de Norwich devant Gyula Sax et James Tarjan. En 1973, il gagna le tournoi Robert Silk de Canterbury devant Andras Adorjan et termina troisième du championnat du monde d'échecs junior derrière Alexandre Beliavski et Tony Miles.
En 1974, il finit premier ex æquo du Championnat d'échecs de Grande-Bretagne mais perdit le départage contre George Botterill.
En 1975, Stean participa au mémorial Alekhine à Moscou et reçut le titre de maître international. En 1976, il termina deuxième ex æquo du tournoi de Montilla derrière le champion du monde Anatoli Karpov, contre lequel il annula sa partie.
Il obtint le titre de grand maître international en 1977 grâce à sa troisième place au tournoi de Montilla 1977 (victoire de Gligoric) et sa deuxième place à la coupe Lord John de Londres (victoire de Hort).
En 1978, Stean fut l'un des principaux secondants de Viktor Kortchnoï lors du match des candidats contre Boris Spassky et du championnat du monde d'échecs 1978 contre Anatoli Karpov ainsi que lors des matchs des candidats de 1980 et du championnat du monde d'échecs 1981.
Après 1977, Stean a remporté les tournois de Saint-Jean-de-Monts 1976, Vrsac 1979, Smederevska Palanka 1980, Bergsjö 1981, Beer-Sheva 1982. Il finit 1er-4e ex æquo du tournoi zonal de Marbella en 1982. Il s'est retiré des compétitions après 1983.

## Olympiades d'échecs
En 1974, Stean représenta l'Angleterre lors de l'olympiade d'échecs de 1974 à Nice. Il marqua deux tiers des points (10/15) comme échiquier de réserve et remporta le prix de beauté pour sa partie contre Walter Browne. En 1976, il marqua 5,5 points sur 8 et remporta une médaille de bronze par équipe et une médaille d'or individuelle au quatrième échiquier (les pays du Bloc de l'Est étaient absents). Il joua au deuxième échiquier en 1978 et 1980, puis au quatrième échiquier en 1982.

## Publications
Spécialiste des ouvertures, Stean a écrit un livre sur la variante Najdorf paru en 1976.
En 1978, il publia 
- Simple Chess, Éd. Faber, Londres, 1978.

Ce guide des échecs positionnels a été traduit en français sous le titre :
- Les Échecs simples, Payot, 1992.